# Список художніх галерей Софії
У Софії відкрито багато художніх галерей. Образотворче мистецтво, яке також називають візуальним мистецтвом, представляється публіці в національних, муніципальних чи приватних галереях, а також в інтернет-галереях. Представляються постійні, тимчасові, виїзні або змішані експозиції сучасного, модерного та ренесансного мистецтва.

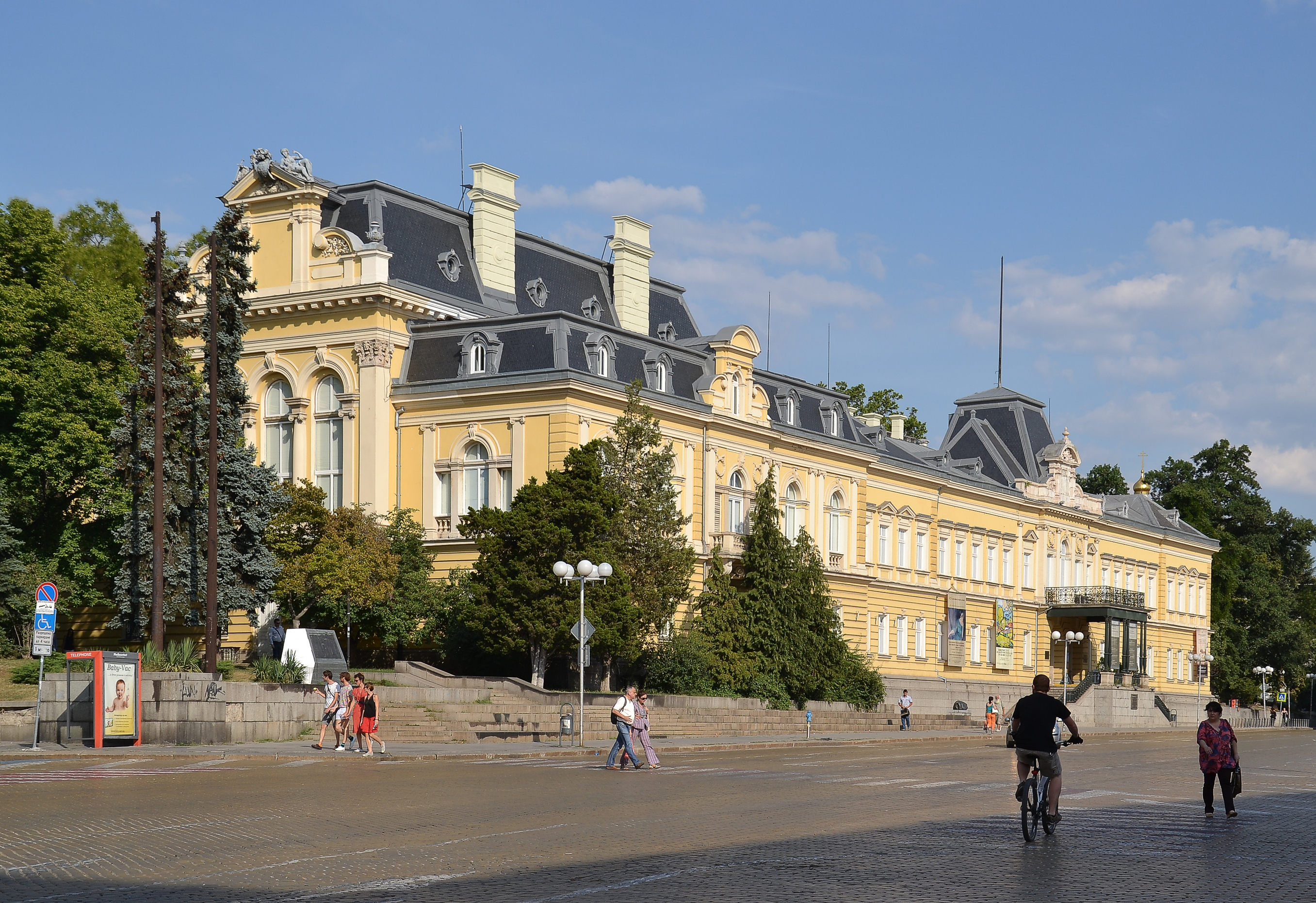
Національна художня галерея

## Національні галереї
- Національна художня галерея (частина Національної галереї);
- Квадрат 500 (частина Національної галереї);
- Національна галерея іноземного мистецтва (частина Національної галереї);
- Софійський Арсенал — Музей сучасного мистецтва (частина Національної галереї);
- Крипта собору Святого Олександра Невського (частина Національної галереї);
- Національний музей болгарського образотворчого мистецтва;
- Національна середня школа прикладного мистецтва «Святого Лука»;
- Музей соціалістичного мистецтва (частина Національної галереї)

## Державні галереї

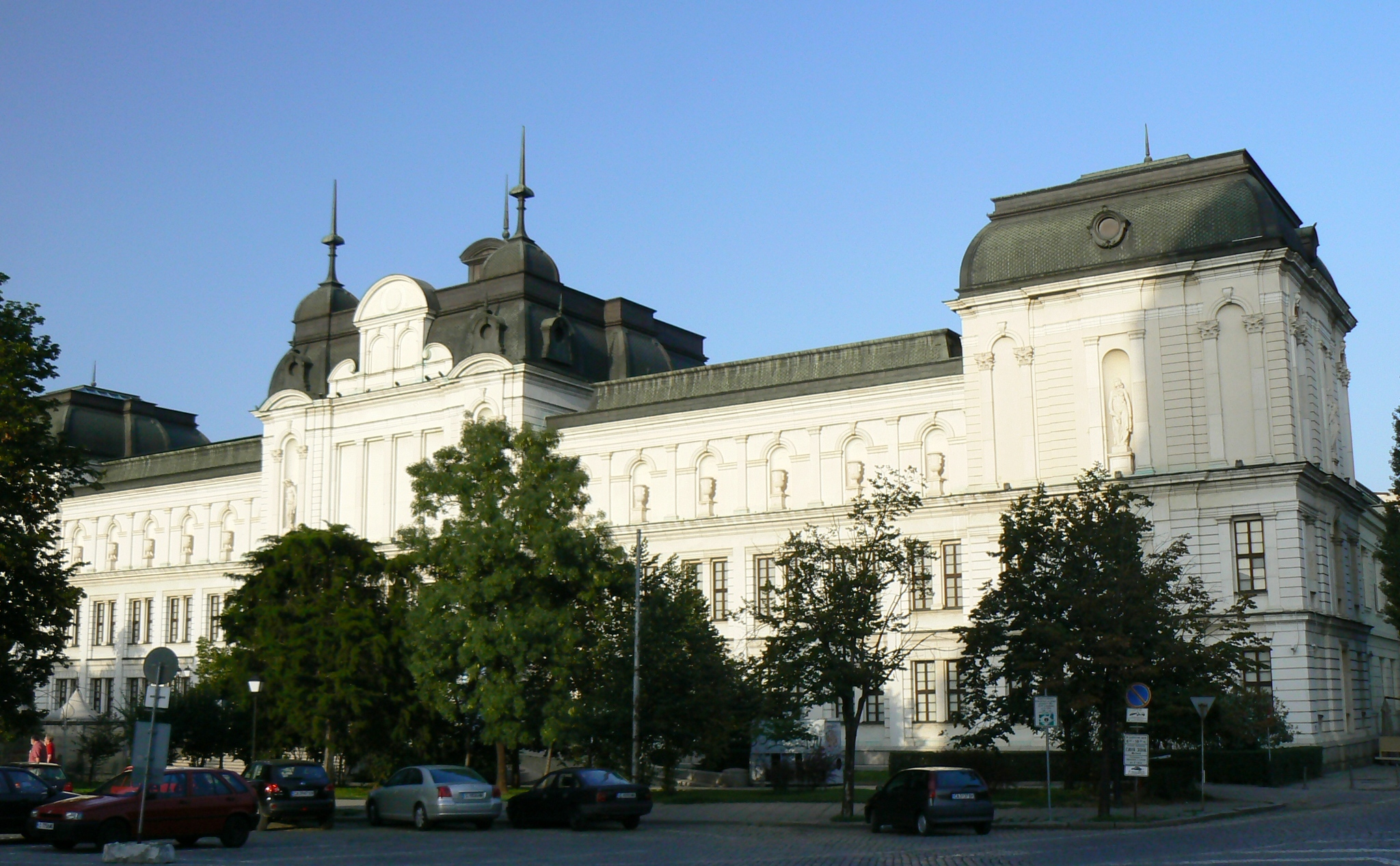
Галерея іноземних мистецтв

- Галерея «Средець» — Міністерство культури;
- Галерея Болгарія при Софійській філармонії;
- Дебютна галерея в Національній школі образотворчих мистецтв «Ілля Петров» (Вища школа образотворчих мистецтв);
- Виставковий зал архівів, Державне агентство архівів;

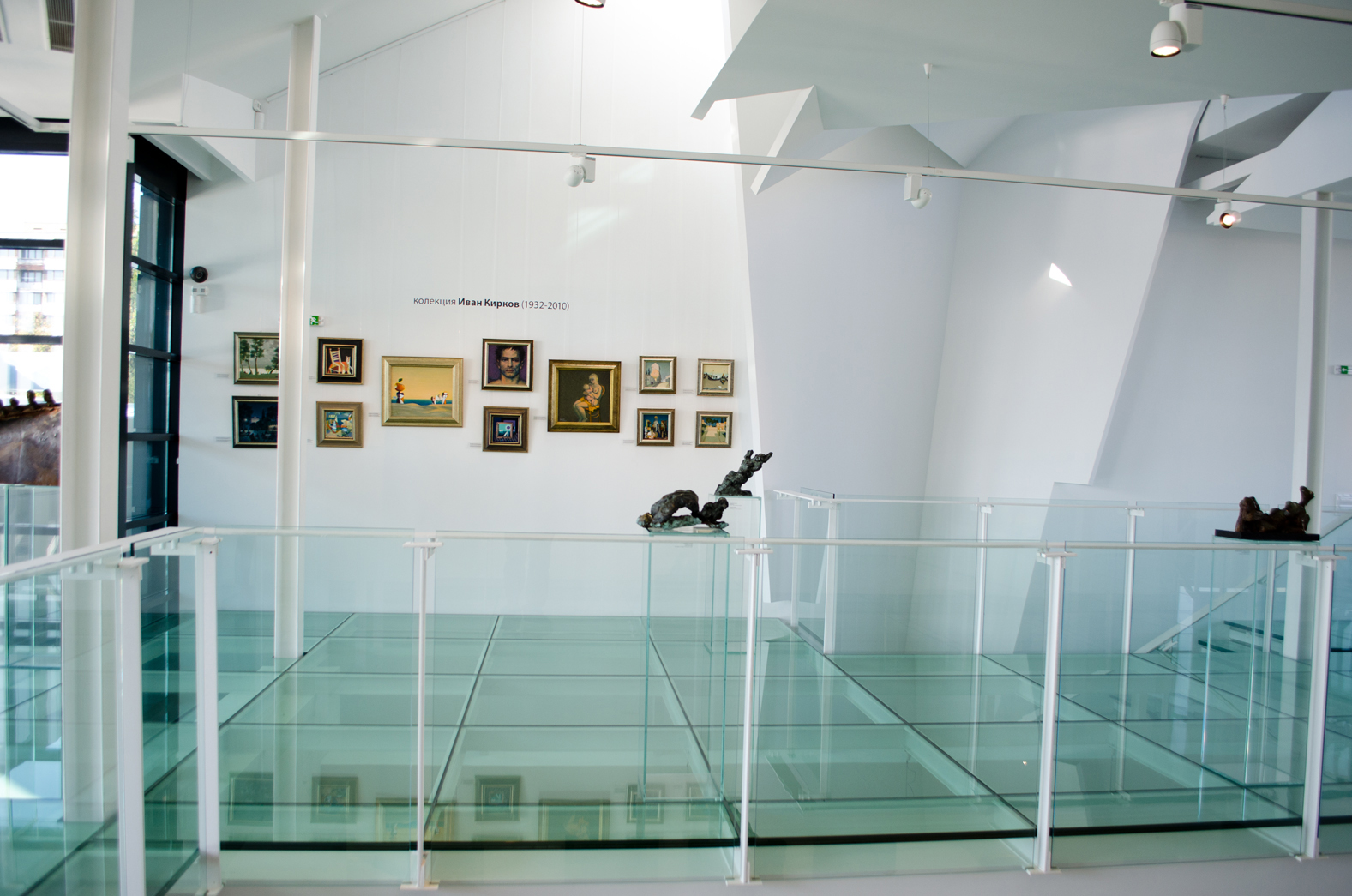
Новий болгарський університет — галерея UniArt

- Новий болгарський університет — галерея UniArt Галерея «Місія», Державний інститут культури при Міністерстві закордонних справ

## Галереї в університетах
- Галерея «Академія» при Національній академії мистецтв;
- «Академія Art Box» при Національній академії мистецтв;
- «Дондуков 56» у Національній академії мистецтв;
- «Факультет прикладного мистецтва — Цариградсько шосе 73» Національної академії образотворчих мистецтв;
- «Галерея UniArt» — Новий болгарський університет;
- Софійський університет «Св. Климент Охридський» — галерея Альма Матер.

## Муніципальні галереї
- Софійська міська художня галерея;
- Майстерня-галерея «Дечко Узунов»;
- Галерея Васька Емануїлова;
- Галерея в Професійній вищій школі образотворчих мистецтв «Проф. Микола Райнов»

## Інші публічні галереї
- Галерея, вул. Шипка, 6, Союз болгарських художників;
- Галерея «Райко Алексєєв», Спілка болгарських художників;
- Галерея — книгарня «Sofia Press», Союз болгарських художників;
- Галерея при Союзі архітекторів Болгарії;
- Галерея при Спілці болгарських композиторів;
- Червоний дім — Центр культури та дебатів;
- Gallery Gallery — галерея маршрутизаторів, орієнтована на цифрове мистецтво

## Галереї закордонних інституцій
- Інститут Сервантеса
- Польський культурний інститут
- Російський культурно-інформаційний центр
- Посольство Фінляндії
- Французький інститут